# Jedwabite
La jedwabite è un minerale scoperto a Nijniy-Tagil, nei pressi dei monti Solovjeva, negli Urali centrali in Russia. Il nome è stato attribuito in onore di Jacques Jedwab, mineralogista belga.

## Morfologia
La jedwabite è stata trovata sotto forma di aggregati policristallini fino a 0,15mm oppure in cristalli esagonali appiattiti di 1-2μm con facce prismatiche.

## Origine e giacitura
Si rinviene nei giacimenti di platino in associazione con niobocarburo e carburo di tantalio.